# Etimologia dei toponimi delle regioni d'Italia
Questo elenco mostra l'etimologia dei toponimi delle regioni d'Italia.

## Abruzzo
Dal latino medievale (VI secolo d.C.) Aprutium, nome con cui era conosciuta una contea che occupava pressappoco il "Contado di Teramo"; Aprutium, a sua volta, deriva forse dall'antico popolo dei Pretuzi, che abitava il territorio in tempi preromani.

## Basilicata
Dal greco basilikos ("reale" , "imperiale"), che compare nel VII secolo d.C., ed è il termine con cui venivano designati i governanti dei Themi (specie di circoscrizioni) bizantini; basilikos significa "funzionario del re", essendo aggettivo di basileus, "re"; Basilicata è un termine che si riferisce quindi al periodo in cui la regione era una dipendenza dell'Impero romano d'Oriente.
Anticamente era nota come Lucania, nome la cui origine ha diverse ipotesi: una di queste farebbe derivare il nome dal popolo preromano dei Lucani, della stessa stirpe degli Osci, i quali a loro volta devono il nome all'eroe eponimo Lucus; oppure dal termine latino lucus ("bosco sacro"), o ancora dal greco lykos ("lupo"); altra ipotesi sono i Lici, antica popolazione anatolica (citati da diverse fonti tra i popoli del Mare) che si sarebbe stabilita nella zona dalla loro terra originaria, la Licia.

## Calabria
Da Calabria, un toponimo che in epoca romana indicava però la penisola salentina (attualmente parte della Puglia); l'origine del nome potrebbe essere legata a una radice mediterranea preindeuropea cal-/cala- o calabra-/galabra-, che significherebbe "roccia", "concrezione calcarea".
In epoca bizantina l'esarcato di Calabria fu esteso a comprendere tutta la dominazione bizantina nel Sud Italia, che però, a seguito dell'invasione longobarda nei secoli VI-VIII, si restrinse alla sola regione attuale.

## Campania
Dall'omonimo nome latino, che proviene dal popolo dei Campani, della stessa stirpe degli Osci; l'etnonimo proverrebbe da campus, "campo aperto, campagna", poiché questo popolo era dedito completamente ai lavori agricoli; il primo significato che ebbe il nome della regione fu l'equivalente del termine "Terra di Lavoro" (la pianura campana propriamente detta, incentrata sulla città di Capua), il quale gli fu attribuito per lo stesso motivo.

## Emilia-Romagna
Emilia prende il nome dalla via Aemilia, principale via di traffici economici, che prende il nome da colui che la fece costruire, Marco Emilio Lepido, della gens Aemilia.
Romagna deriva da Romania, ovvero (territorio) appartenente ai romani: si tratta di una dizione tardo-antica e alto-medioevale, quando si concentravano i resti del cosiddetto Esarcato di Ravenna, a fronte del resto della penisola quasi tutto in mano ai Longobardi.

## Friuli-Venezia Giulia
Friuli deriva dal latino Forum Iulii = "foro di Giulio", nome di Cividale, in onore al fondatore Giulio Cesare, in seguito eletta capitale prima del Veneto - la (Regione) Venezia, come veniva chiamata allora - e poi del primo ducato longobardo.
Venezia Giulia fu invece proposto dal linguista Graziadio Isaia Ascoli, con cui si intendevano tutte le zone che erano abitate da italiani ma ancora in mano allo straniero (l'Impero austro-ungarico) dopo il 1866, anno della guerra austro-prussiana, che fece guadagnare al Regno d'Italia la "Venezia". La questione risorgimentale fu risolta però solo nel 1954, con il definitivo concordarsi dei confini Italo-Iugoslavi.

## Lazio
Dal latino Latium, dato alla regione dal popolo dei Latini, primo nucleo etno-linguistico della Civiltà romana; a loro volta il toponimo potrebbe essere stato chiamato così in quanto si tratta di un territorio vasto, largo (latus in latino), o pianeggiante. Il primo significato che ebbe il nome fu quello della parte dove erano infatti stanziati i latini (tra sponda sinistra del Tevere e Colli Albani), significato poi esteso alla parte conquistata da Roma dove vi erano i popoli degli Ernici, degli Equi e dei Volsci. Un'altra possibilità sarebbe legata al culto del dio Saturno il quale, una volta cacciato dagli altri dèi, si sarebbe rifugiato (in latino questo verbo trova riscontro nell'espressione "latet") appunto nella terra del Lazio, abitata dai Latini.

## Liguria
Dall'omonimo toponimo latino, dal nome dell'antica popolazione preromana dei Liguri, in greco Λιγυες (Ligues) e in latino Ligures, di incerta origine (forse celtica, e quindi indoeuropea oppure mediterranea e quindi non indoeuropea), menzionati dal VII secolo a.C. e di più nel VI e nel V, probabilmente tra le prime delle stirpi italiche di cui si abbiano resti dopo le glaciazioni.

## Lombardia
Dal latino medioevale Langobardia, Terra dei Longobardi, popolazione germanica che invase la penisola italica nel 568 d.C. facendo di Pavia la capitale del proprio regno, anche se in origine tuttavia il territorio era più vasto di quello attuale, poiché si divideva in Langobardia Maior e Langobardia Minor; le zone che non erano sottoposte al dominio longobardo erano infatti l'Esarcato di Ravenna, il Ducato Romano (questi due territori collegati da una striscia di terra corrispondente alla valle del fiume Tevere, chiamato Corridoio Bizantino), il ducato di Napoli, il Salento, la Calabria, la Sicilia e la Sardegna.

## Marche
Dal plurale di Marca, che identifica un territorio di frontiera, elaborato per designare il territorio a livello politico e amministrativo durante l'Alto Medioevo, infatti il termine si riferisce al periodo in cui la regione era una zona ai margini dell'impero di Carlo Magno nell'VIII secolo d.C.

## Molise
Da un toponimo registrato per la prima volta nell'alto medioevo, indicante una contea normanna, come Castello di Molise, corrispondente all'attuale comune di Molise in provincia di Campobasso, il cui nome è di probabile origine latina: *Molensis.

## Piemonte
Dall'espressione che allude alla morfologia della regione (ai) pie(di dei) monti, nella fattispecie le Alpi Occidentali.

## Puglia
Da Apulia, toponimo con cui in epoca pre-romana si indicava un territorio corrispondente all'attuale Puglia centro-settentrionale (mentre la penisola salentina costituiva la Calabria). A sua volta la parola Apulia derivava dal toponimo indigeno *Iapudia (parallelo al termine greco Ἰαπυγία, poi latinizzato in Iapygia), con passaggio D>L tipico delle parlate italiche o, più precisamente, osco-sabelliche.

## Sardegna
Dal latino Sardinia, dal nome dei suoi antichi abitanti, i Sardi, di origine incerta. Non è chiaro infatti come le popolazioni nuragiche protosarde si autodefinissero, mentre è possibile che l'etnonimo derivi dal popolo degli Shardana, verosimilmente coloni delle coste sarde e coevi dei nuragici, citati dagli antichi Egizi tra i popoli del mare come abili commercianti, facenti delle scorrerie in tutto il mediterraneo e mercenari al soldo dei faraoni in Egitto nel XIII secolo a.C. nella guardia reale di Ramses II.

## Sicilia
Dal latino Sicilia, dal greco Sikelìa, dal nome del popolo che abitava l'isola: i Siculi, in greco Sikeloi, originari del centro Italia, dove inizialmente erano stanziati insieme ai Latini, e pertanto anche loro di stirpe indoeuropea, ma poi stabilitisi nella parte orientale della Trinacria. L'altra popolazione stanziata invece nel centro-ovest dell'isola erano i Sicani, in greco Sikenoi, i quali molto probabilmente erano di origine iberica. Già dal II secolo a.C. il termine latino Siculus perde ogni connotato etno-linguistico e indica chi nasce o risiede nell'isola.

## Toscana
Dal latino medievale Tuscania, avente come aggettivo Tuscanus, dal latino tardo Tuscia, dall'aggettivo Tuscus, plurale Tusci, a sua volta da un precedente *Truscus, forma accorciata di Etruscus, plurale Etrusci, Etruschi, gli abitanti della regione in età preromana.

## Trentino-Alto Adige
Trentino deriva dal latino Tridentinus, aggettivo di Tridentum, Trento (per via dei tre colli), in quanto identifica proprio la zona della sua provincia autonoma.
Alto Adige invece allude al corso superiore del fiume Adige e identifica la provincia autonoma di Bolzano, nota anche come Südtirol.

## Umbria
Dal latino Umbria, dall'antico popolo degli Umbri, facenti parte del ramo settentrionale (Umbro) delle popolazioni Italiche (di stirpe indoeuropea), chiamate anche Osco-Umbre; non è però chiara la provenienza del loro etnonimo. Un'ipotesi suggestiva la propose Plinio il Vecchio nella Naturalis historia
(III, 112-113): “La popolazione umbra è stimata la più antica d’Italia; si crede infatti che gli Umbri fossero stati chiamati
Ombrii dai Greci perché sarebbero sopravvissuti alle piogge quando la terra fu inondata dal Diluvio". "Ombros" in greco e "Imbris" in latino significano "pioggia, acquazzone"

## Valle d'Aosta
Dalla valle dove sorge la città di Aosta, che deve il nome al suo antico latino di Augusta Pretoria Salassorum.

## Veneto
Dall'antico popolo preromano dei Veneti, chiamati anche Paleoveneti, antichi Veneti (per distinguerli dagli odierni abitanti del Veneto), Venetici, Eneti (dal greco antico Ἐνετοί, chiamati così da Erodoto), citati da alcune principali figure storiche, tra cui: Cesare (Veneti dell'Armorica), Tacito e Plinio il Vecchio (Venedi); la radice indoeuropea che è stata individuata all'origine di questo nome è wen, amare: quindi i Veneti sarebbero gli amati, gli amichevoli.